# زیمون نیپمان
زیمون نیپمان (انگلیسی: Simon Niepmann؛ زادهٔ ۲ اوت ۱۹۸۵) قایقران روئینگ اهل سوئیس است.
وی در مسابقات کشوری و بین‌المللی در مجموع برندهٔ ۵ مدال طلا شده‌است.